# 비올레타 (영화)
《비올레타》(영어: My Little Princess)는 2011년에 개봉한 프랑스의 드라마 영화이다.
 에바 이오네스코가 감독을 에바 이오네스코와 마크 촐로덴코와 필립 르 게이가 각본을 맡았다.
 프랑스는 2011년 6월 29일에 대한민국은 2022년 1월 13일에 개봉되었다.

## 줄거리
딸 비올레타를 자신의 엄마에게 맡기고 파리에서 예술가로 인정받고 싶어하는 한나

부와 명예를 모두 누리고 싶은 방법을 찾던 중 딸 비올레타를 사진 모델로 세우고

엄마의 사랑이 그리웠던 비올레타는 사진 모델을 하며 엄마와 함께 보낼

상상을 하지만 갈수록 심해는 엄마의 요구에 결국 엄마와의 사이는 멀어지게 되는데...

## 출연진

### 주연
- 이자벨 위페르 - 한나 역
- 드니 라방 - 언스트 역
- 아나마리아 바토로메이 - 비올레타 역

### 조연
- 루이-도 드 렝퀘셍 - 안토니 역
- 파스칼 본가드 - 쟝 역
- 니콜라스 모리 - 루이스 역
- 앤 베누아
- 루 르사쥬 - 로즈 역
- 조 셰리던 - 아나우드 역
- 세르주 보종
- 필립 페티트
- 수잔 폰 아이친거
- 래티티아 스피가렐리